# Campo dos Afonsos
Campo dos Afonsos é um bairro da Zona Oeste de classe média do município do Rio de Janeiro, pertencente a região do Realengo, onde se localiza a Base Aérea dos Afonsos - (BAAF/SBAF), base da Força Aérea Brasileira estabelecida na Guarnição da Aeronáutica dos Afonsos (GUARNAE-AF). O Campo dos Afonsos também é conhecido como o berço da aviação brasileira pois sua história confunde-se com a história da aviação no Brasil. Foi a partir de 1941, com a criação da FAB, que passou a ser designado oficialmente como Base Aérea dos Afonsos.
Além da base aérea, o Campo dos Afonsos abriga também outros órgãos da FAB, como a Universidade de Força Aérea (Unifa), destinada a preparação de oficiais superiores e oficiais generais, e o Museu Aeroespacial (Musal), com mais de 80 aeronaves históricas em exposição, entre outras atrações.

## História
Foi no Campo dos Afonsos que, em outubro de 1911, começou a funcionar a primeira organização aeronáutica do Brasil, o Aeroclube Brasileiro. Fundado por um grupo de idealistas e entusiastas da aviação, o aeroclube tinha como presidente honorário Alberto Santos Dumont e um dos sócios era o tenente Ricardo Kirk, o primeiro oficial do Exército e o segundo militar brasileiro a obter um brevê de piloto de aviões.
Pouco tempo depois, em 2 de fevereiro de 1914, passou a sediar também a Escola Brasileira de Aviação - EBA, iniciativa de um grupo de aviadores italianos e resultado de um acordo firmado entre estes e o então Ministério da Guerra (atual Ministério da Defesa) do Brasil. Na direção da escola, atuando como representante do ministério, estava o tenente da Marinha do Brasil, Jorge Henrique Moller, o primeiro piloto brasileiro brevetado.
Com a eclosão da Primeira Guerra Mundial na Europa e o encerramento das atividades da empresa organizada pelos italianos para patrocinar a EBA, o funcionamento da escola tornou-se problemático. A falta de instrutores, de peças de reposição, e uma perturbadora sequência de acidentes levaram ao fechamento da  Escola, em 18 de julho de 1914, pouco mais de cinco meses após a sua inauguração. Todo o acervo da escola foi entregue então ao Exército Brasileiro, que, por sua vez, o repassou ao Aeroclube do Brasil. Ainda no decorrer da Primeira Guerra Mundial, o governo brasileiro negociou com o governo francês o envio de uma missão militar, a denominada Missão Militar Francesa para atuar na instrução do Exército Brasileiro em vários níveis, inclusive na formação de pilotos militares. Assim, em meados de 1918, antes do final da guerra, chegou ao Brasil uma pequena missão militar francesa e, em 29 de janeiro de 1919, foi criada a Escola de Aviação Militar, que em 1941 tornou-se a Escola de Aeronáutica. A mudança de denominação, de Escola de Aeronáutica para Academia da Força Aérea seu deu no ano de 1969 e, em 1971 a AFA foi transferida para suas novas e modernas instalações no  Campo Fontenelle em Pirassununga, Estado de São Paulo.
Em 1939, o Campo dos Afonsos foi denominado 1º Corpo de Base Aérea, com a criação do 1º Regimento de Aviação, 1º RAv. Em 1941] com a criação da Força Aérea Brasileira, passou a ser designado Base Aérea dos Afonsos - BAAF.

## Organizações Militares
Operam no Campo dos Afonsos as seguintes unidades da FAB:

### Base Aérea dos Afonsos (BAAF)
Encarregada da manutenção da pista e do apoio eventual às unidades aéreas que por ali passarem.